# Battaglia di Šapjalevičy
La battaglia di Šapjalevičy o di Szepielewicze o di Ciecierzyn fu un attacco delle forze russe e cosacche su Šapjalevičy.

## La battaglia
Una piccola forza polacco-lituana di 5000 uomini sotto il grande atamano lituano Janusz Radziwiłł aveva fermato le forze russe sotto il comando del principe Jakov Čerkasskij a Škloŭ  e si era accampato a Hołowczyn. Questi venne a sapere che una forza russa al comando del principe Aleksej Trubeckoj attraversò il fiume Drut presso Ciecierzyn il 23 agosto. Radziwiłl venne raggiunto dall'atamanno Wincenty Korwin Gosiewski forte di 3000 uomini, incrementando le forze polacco lituane a 6000–8000 uomini.
Radziwiłł e Gosiewski tentarono quindi di fermare le forze zariste forti di 15 000 uomini presso Šapjalevičy (Szepielewicze). Le forze di Trubeckoj includevano anche quelle di Čerkasskij. Questi prese posizione presso Bialyničy (Białynicze). Questa volta l'esercito russo cercò di fiancheggiarlo, con la fanteria russa a tenere Šapjalevičy e la cavalleria ad attaccare sul retro. Radziwiłł ordinò la ritirata il 24 agosto dopo che l'esercito polacco venne sconfitto e la sua artiglieria venne catturata dai russi.

## Conseguenze
Radziwiłł con ciò che restava delle sue forze si ritirò a Minsk. La sua sconfitta portò i russi an on trovare opposizione alcuna in Lituania, e questi furono in grado di conquistare Polock, Vicebsk e Mahilëŭ, avanzando verso il fiume Berezina. Le forze russe furono in grado di avanzare e conquistare Smolensk e Orsha che mantennero sino al 1661.